# Söntgerath (Neunkirchen-Seelscheid)
Söntgerath ist ein Ortsteil der Gemeinde Neunkirchen-Seelscheid im Rhein-Sieg-Kreis.

## Lage
Söntgerath liegt auf den Hängen des Wendbachtales im Bergischen Land. Nachbarorte sind Kranüchel im Norden, Balensiefen im Osten, Hardt und Wende im Süden sowie Oberwennerscheid im Westen.

## Geschichte
1830 hatte Songeroth 66 Einwohner. 1845 hatte der Hof 53 katholische Einwohner in 15 Häusern. 1888 gab es 35 Bewohner in zehn Häusern.
1901 hatte der Weiler 32 Einwohner. Verzeichnet sind die Familien Ackerer Johann Demmer, Auktionator Johann Klein, Ackerer Peter Josef Klein, Ackerin Witwe Wilhelm Klein, Ackerin Catharina Kurtenbach, Handelsmann Gerhard Wilhelm Kurtenbach, Ackerer Heinrich Wilhelm Kurtenbach, Maurer Franz Moos, Ackerer Heinrich Wilhelm Overrödder und Zimmerer Wimar Pütz.
Das Dorf gehörte bis 1969 zur Gemeinde Neunkirchen.
Inzwischen gehören die nördlich gelegenen Orte Mitteldorf und Oberdorf zur Ortschaft.